# 石川光家
石川 光家（いしかわ みついえ、生没年不詳）は、平安時代後期の武将。

## 家系
- 大和源氏流陸奥石川氏

## 経歴
奥州石川庄に本拠を置いた武士。父は源有光。母は常陸国の北部に強い勢力を誇った常陸源氏の棟梁源義業（佐竹氏の祖）の娘。光家は、奥州藤原氏とも連絡を取り合い、連携していたことがわかっている。そういうことから考えて、少なくとも外交能力には長けていたであろうことが想像される。
戦国時代、伊達氏一門であり、甥の政宗と戦い、後に家臣になった石川昭光（伊達親宗）は光家の血筋を引く。昭光の子孫は石川本家を継いで代々仙台藩に仕えて高禄をはんだ。